# 딸기독화살개구리
딸기독화살개구리(영어: strawberry poison-dart frog, 학명: Oophaga pumilio 오오파가 푸밀리오[*])는 중앙아메리카에서 발견되는 소형 독화살개구리 종으로, 딸기독화살개구리속의 모식종이다. 니카라과 중동부에서 코스타리카를 거쳐 파나마 서북부에 이르기까지 널리 분포한다. 주로 습한 저지대나 산기슭의 삼림에 살지만, 농장 같은 곳에서도 발견된다. 딸기독화살개구리는 그 몸색깔의 변종이 심한 것으로도 유명하다. 15-30여개의 색깔 형질이 존재하며 그 중 대부분이 잡종이 아닌 순수육종이다. 딸기독화살개구리는 가장 독성이 강한 독화살개구리는 아니지만, 자기 속 중에서는 가장 독성이 강하다.